# Viorel Dinu Moldovan
Viorel Dinu Moldovan (Bistrița, 8 de juliol de 1972) és un antic futbolista romanès de la dècada de 1990 i entrenador de futbol.
Destacà com a futbolista a Neuchâtel Xamax i Grasshoppers a Suïssa, Fenerbahçe i Nantes. A Anglaterra jugà al club Coventry City.
Fou 70 cops internacional amb Romania i participà en l'Eurocopa 1996 i la del 2000 i als Mundials de 1994 i 1998.
Ha estat entrenador de FC Vaslui, i FC Brașov.

## Palmarès
Grasshoppers
- Lliga suïssa de futbol: 1997-98

FC Nantes
- Ligue 1: 2000-01
- Trophée des Champions: 2001

Rapid București
- Copa romanesa de futbol: 2005-06, 2006-07

Individual
- Màxim golejador de la lliga suïssa de futbol: 1995-96, 1996-97
- Futbolista estranger de l'any a Suïssa: 1995-96, 1996-97